# Vorstadtvarieté
Vorstadtvarieté ist ein im Herbst 1934 entstandener, österreichischer Spielfilm von Werner Hochbaum mit Luise Ullrich und Mathias Wieman in den Hauptrollen. Die Geschichte basiert auf dem Bühnenstück „Der Gemeine“ von Felix Salten.

## Handlung
Wien, etwa ein, zwei Jahre vor Ausbruch des Ersten Weltkriegs. Die gerade erwachsen gewordene Mizzi Ebeseder, ein lebenslustiges Wienerkind wie es im Buche steht, ist im Volkssänger-Milieu aufgewachsen. Ihre Liebe gilt dem ebenfalls noch recht jungen Bauzeichner Josef Kernthaler, seines Zeichens ein ebenso bodenständiger wie eifersüchtiger Bauernsohn. Beide wollen gern heiraten, doch kann Kernthaler dem Tingeltangel-Milieu der Familie Ebeseder – sie betreibt das Vorstadtvarieté „Die Praterspatzen“ – nicht gerade viel abgewinnen. Deren angeblich leichtlebige Lebensweise lässt Josef, als er zum Militär einberufen werden soll, zu dem Schluss kommen, dass seine Verlobte Mizzi bei seinen regelkonformen und streng sittsamen Eltern im bäuerlichen Umfeld von Österreichs tiefster Provinz besser aufgehoben sei als bei den angeblichen Hallodris vom Varieté, wo Mizzi bereits aufgetreten ist. Außerdem glaubt Josef, dass jemand seines Vertrauens ein Auge auf Mizzi haben sollte, damit sie nicht fremdgeht. Bei den Bauersleuten auf dem Lande in Krems wird die Wienerin Mizzi, die vor allem zu Josefs Mutter, der alten Kernthalerin, keinen Draht findet, jedoch todunglücklich.
Als ihr Bruder Franz, der in Wien im Vorstadtvarieté als Volkssänger auftritt, auf dem Kernthaler-Hof auftaucht, überredet er aus nicht ganz uneigennützigen Motiven Mizzi dazu, in den Familienbetrieb zurückzukehren und als Sängerin für ein volles Haus zu sorgen. Tatsächlich hat sie als Varietéinterpretin großen Erfolg. Als ihr sittenstrenger Verlobter davon erfährt, kommt es zum Bruch zwischen den beiden Liebenden. Um Mizzi über ihren Verlust hinwegzuhelfen, machen Franz und dessen Freundin Sophie Mizzi mit dem Leutnant von Daffinger bekannt, in der Hoffnung, dass aus beiden ein Paar wird. Doch Mizzi kann dem Offizier, Josefs Vorgesetzten, nichts abgewinnen. Unter einem Vorwand lockt dieser Mizzi in seine Wohnung. Dort kommt es völlig überraschend zur Wiederbegegnung mit Josef, der augenblicklich all seine Vorurteile über den mutmaßlich lockeren Lebenswandel und die Amoralität der Leute vom Unterhaltungsgewerbe bestätigt sieht. Nun wendet er sich endgültig von ihr ab. Das Drama nimmt seinen Lauf: Mizzi verfasst einen Abschiedsbrief und will ihrem Leben mit einem Sprung von einer Brücke in die Tiefe ein Ende setzen. (Dies ist das ursprüngliche Finale. Im veränderten Schluss [siehe Rubrik “Wissenswertes”] eilt Josef, der eingesehen hat, dass er Mizzi unrecht tat, herbei und rettet sie im letzten Augenblick.)

## Produktionsnotizen
Vorstadtvarieté, auch versehen mit dem Untertitel Die Amsel von Lichtental, entstand bis Mitte November 1934 im Tobis-Sascha-Filmatelier von Wien-Sievering und wurde am 17. Januar 1935 im Berliner Atrium-Kino uraufgeführt. Die österreichische Premiere war am 7. Februar 1935 in Wien.
Rudolf Hans Baumeister übernahm die Produktionsleitung. Alfred Kunz entwarf die Filmbauten, Alfred Norkus kümmerte sich um den Ton.
Der Film erhielt das deutsche Filmprädikat „künstlerisch wertvoll“ und das österreichische „kulturell wertvoll“.

## Wissenswertes
Von diesem Film gibt es zwei Versionen: Die ursprüngliche (in Österreich zunächst gezeigte tragische) Fassung besitzt kein Happy End und endet mit dem Sprung Mizzis von einer Brücke in den Tod. Da sowohl die Pressekritik als auch das Publikum sich davon sehr verstört zeigten, änderte Hochbaum den Schluss und ließ Josef Kernthaler Mizzi im letzten Moment retten.
Vorstadtvarieté war der erste von insgesamt drei Filmen, die Werner Hochbaum kurz hintereinander (1934 bis 1936) in Wien inszenierte, wohin er unmittelbar nach der Machtergreifung in Berlin vorübergehend übersiedelte.

## Kritiken
Der Film stieß auf ein recht freundliches Echo, nachfolgend vier Beispiele:
In der Österreichischen Film-Zeitung heißt es: „Der… Film … bringt Wiener Menschen und Wiener Schicksale auf die Leinwand, Menschen, die in jedem Wort und jeder Geste echtes Wien sind, die man trotzdem überall verstehen wird. (…) Luise Ulrich hat hier eine Rolle gefunden von der Art, für die sie geschaffen ist und zeigt die ganze Besonderheit ihrer Begabung. Mathias Wiemann [sic!] ist ihr Gegenspieler, auch für ihn bedeutet diese Rolle einen Höhepunkt seiner Leistungen. Im Ensemble sieht man noch viele ausgezeichnete Kräfte.“ Wenig später legte dasselbe Blatt anlässlich der Wiener Premiere noch einmal nach. Diesmal hieß es, Luise Ullrich habe „eine Rolle gefunden, die ihr Gelegenheit gab, alle Register ihrer überragenden Darstellungskunst zu zeigen. Luise Ullrichs Mizzi Ebeseder ist von einer verblüffenden Echtheit. Wie sie spricht, wie sie sich bewegt, das ist dem Leben abgelauscht, ganz große Kunst.“
In Wiens Die Stunde war zu lesen: „… ein Film, der wirklich erfüllt ist von wienerischer Luft und frei von jeder unechten Drahrerstimmung, die früher nicht fehlen durfte. Dabei kommt die im Wiener Boden verwurzelte Freude am Leben keineswegs zu kurz, sie ist sogar mit eines der auslösenden Momente der Handlung. Die Wahl des Milieus, des Volkssängertums, ist keine … Konzession an den breiten Geschmack, sondern dichterisch bedingt. (…) Eine ganz wunderbare Leistung gibt Luise Ullrich: so menschlich, so gemütvoll ohne Sentimentalität, so naturnah und bezwingend einfach hat man selten ein Wiener Mädel spielen sehen. Von Hans Mosers Schauspielermagie ist man wie immer hingerissen. Frieda Richard packt durch ihre Intensität … und auch alle anderen Mitwirkenden … machen ihre Gestalten ungemein lebendig.“
Im Lexikon des Internationalen Films heißt es: „…bittersüßes Allerwelts-Melodram mit hervorragenden Schauspielern und guter Fotografie.“